# Geositta crassirostris
El minero picogrueso, caminera de pico grueso, o caminera picogruesa (Geositta crassirostris), es una especie de ave paseriforme perteneciente al género Geositta de la familia Furnariidae. Es endémico de la costa de Perú.

## Distribución y hábitat
Se distribuye desde las colinas costeras del centro oeste hasta los Andes del suroeste de Perú.
Esta especie es considerada poco común y local en sus hábitats naturales, las laderas rocosas con arbustos esparsos y cactus; entre los 500 y los 800 m de altitud en las colinas costeras, y entre los 2000 y 3000 m en las montañas (puede no ocurrir en elevaciones intermediarias).

## Sistemática

### Descripción original
La especie G. crassirostris fue descrita originalmente por el zoólogo británico Philip Lutley Sclater en el año 1866, bajo el mismo nombre científico. Su localidad tipo es: «Lima, Perú».

### Etimología
El nombre genérico femenino «Geositta» es una combinación de la palabra griega «geō»: suelo, y del género Sitta, con quien se pensaba que se asemejaban las especies de este género en la época de la descripción; y el nombre de la especie «crassirostris», proviene del latín «crassus»: grueso, pesado, y «rostris»: de pico, significando «de pico grueso».

### Taxonomía
Los datos filogenéticos indican una relación más próxima con G. poeciloptera y G. rufipennis.

### Subespecies
Según las clasificaciones del Congreso Ornitológico Internacional (IOC) y Aves del Mundo se reconocen dos subespecies, con su correspondiente distribución geográfica:
- Geositta crassirostris crassirostris P.L. Sclater, 1866 – colinas costeras del oeste de Perú (Lima).
- Geositta crassirostris fortis Berlepsch & Stolzmann, 1901 – Andes del suroeste de Perú (de Lima hacia el sur hasta Arequipa).

La clasificación Clements Checklist v.2018, no reconoce subespecies.